# Heike Otto
Heike Otto (* 1970 in Köln) ist eine deutsche Archäologin, Denkmalpflegerin und seit 2021 Generaldirektorin der Generaldirektion Kulturelles Erbe Rheinland-Pfalz.

## Leben
Otto studierte Archäologie, Ur- und Frühgeschichte und Alte Geschichte an der Rheinischen Friedrich-Wilhelms-Universität in Bonn. Sie nahm gleichzeitig auch an den Ausgrabungen in Olympia in Griechenland teil. Ihr Studium in Bonn schloss sie im Jahre 1998 ab.
Danach arbeitete Otto in mehreren Museen bei historischen Ausstellungen, aber auch im Denkmalbereich. Unter anderem arbeitete sie als Assistentin am Römisch-Germanischen Museum in ihrem Heimatort Köln. Ab dem Jahre 2007 bis Ende 2015 war sie Geschäftsführerin des Rheinischen Vereins für Denkmalpflege und Landschaftsschutz. Von Anfang 2016 bis Ende Dezember 2020 leitete sie die Kulturabteilung des saarländischen Ministeriums für Bildung und Kultur in Saarbrücken sowie das Staatstheater Saarbrücken.
Seit Anfang Januar 2021 ist Otto Generaldirektorin der Generaldirektion Kulturelles Erbe in der rheinland-pfälzischen Landeshauptstadt Mainz. Sie löste den früheren Generaldirektor Thomas Metz ab, der Ende 2020 in den Ruhestand ging.